# Kommandant der Seeverteidigung Stavanger
Der Kommandant der Seeverteidigung Stavanger, kurz Seekommandant Stavanger, war ein regionaler Küstenbefehlshaber der deutschen Kriegsmarine im Zweiten Weltkrieg.

## Geschichte
Nach der deutschen Besetzung Norwegens im April 1940 richtete die Kriegsmarine im Mai 1940 die Dienststelle des Seekommandanten Stavanger ein, deren Stabsquartier sich in der gleichnamigen Stadt befand. Sie unterstand dem Admiral der norwegischen Westküste.
Der Befehlsbereich des Seekommandanten reichte zunächst vom Jössingfjord bis Haugesund. Die benachbarten Seekommandanturen waren Bergen im Norden und Kristiansand-Süd im Süden. Im Verlauf des Krieges wurden die Grenzen mehrfach angepasst, um die einheitliche Führung der Küstenartillerie zu verbessern.

## Unterstellte Dienststellen und Verbände
Dem Seekommandanten waren folgende Verbände und Dienststellen unterstellt:
- Hafenkapitän/-kommandant Haugesund, später zum Seekommandant Bergen und 1945 wieder zurück zur Dienststelle
- Hafenkapitän Kopervik (Karmøy), später zum Seekommandant Bergen und 1945 wieder zurück zur Dienststelle
- Hafenkapitän/-kommandant Stavanger
- Hafenkapitän Egersund
- Hafenschutzflottille Stavanger, später Hafenschutzgruppe Stavanger
- Marineartillerieabteilung 503 (Randaberg/Kvitingsöy), im Juni 1940 als Marineartillerieabteilung Stavanger aufgestellt, ab Juli 1940 endgültige Bezeichnung[2]
- Marineartilleriezeugamt Stavanger, ab 1943 Marineartilleriearsenal, später Artilleriewaffenkommando
- Marineausrüstungsstelle Stavanger
- Marineflakabteilung 714 (ab November 1944)

Im Befehlsbereich des Seekommandanten Stavanger befand sich die Seetransportstelle Stavanger, welche dem Seetransportchef Norwegen unterstellt war.

## Seekommandanten
Folgende Offiziere hatten den Dienstposten des Seekommandanten Kristiansand-Süd:
- Kapitän zur See Otto Fricke, Mai – Juli 1940
- Kapitän zur See Günther von der Forst, Juli 1940 – Mai 1941
- Kapitän zur See Carlos Mejer-Pantin (ehemaliger Erster Stabsoffizier der Dienststelle), Juni 1941 – August 1943
- Kapitän zur See Werner Goette (ehemaliger Seekommandant Kreta und Festungskommandant Pillau), August 1943 – März 1945
- Kapitän zur See Bernhard Viehweger, März 1945 – Auflösung der Dienststelle